# Carmen Gratl
Carmen Gratl, auch Carmen Sanders-Gratl, (* 1969 im Allgäu) ist eine österreichische Schauspielerin.

## Leben
Carmen Gratl erhielt ihre Schauspielausbildung von 1995 bis 1999 an der Schauspielschule Innsbruck (vormals Schauspielschule Sachers) in Innsbruck. Gratl spielte nach ihrer Ausbildung zunächst Theater. Sie hatte verschiedene Stückverträge u. a. am Tiroler Landestheater und am Innsbrucker Kellertheater. 2004 gastierte sie am Stadttheater Bruneck.
Im Jänner 2001 gründete sie gemeinsam mit ihrer Schauspielkollegin Maria Gundolf das „Staatstheater Innsbruck“, ein freies Theater, das seine Aufführungen mit jährlich meist zwei Neuinszenierungen im Innsbrucker Treibhaus auf die Bühne bringt. Später kamen die Schauspielerin Ute Heidorn und die Ausstatterin Esther Frommann zum Leitungsteam des Staatstheaters Innsbruck hinzu. Das Theater wird mittlerweile von Gratl, Heidorn und Frommann künstlerisch verantwortet. Für einige Produktionen holte Gratl Gastschauspieler wie Klaus Rohrmoser, Florian Eisner oder Johann Nikolussi. Als Regisseure verpflichtete sie u. a. Ernst Gossner, Susi Weber, Mona Kraushaar, Frank Röder und Thomas Gassner.
Am Staatstheater Innsbruck spielte Gratl zahlreiche Hauptrollen. Im Jänner 2007 übernahm sie eine der Hauptrollen in Werner Schwabs Skandalstück Die Präsidentinnen (Regie: Susi Weber). 2017 wirkte sie, diesmal in der Rolle der Erna, in einer weiteren Inszenierung der Präsidentinnen, diesmal unter der Regie von Mona Kraushaar mit. Weitere Rollen hatte sie als Wirtin Josepha Vogelhuber im Weißen Rößl (2013, Regie: Thomas Gassner), in Fear von Falk Richter (2016, Regie: Frank Röder) und in Schwindelfrei – 13 Weibergeschichten nach Motiven von Uli Brée (2018, Regie: Susi Weber).
Gratl stand auch für verschiedene Film- und TV-Rollen vor der Kamera. Sie arbeitete mit Regisseuren und Regisseurinnen wie Sabine Derflinger, Joseph Vilsmaier, Anita Lackenberger, Andreas Prochaska und Urs Egger zusammen.
In Ernst Gossners Parzival-Kinoprojekt (2002) verkörperte sie die Rolle der Königin Herzeloyde, die Mutter Parzivals. Im Wiener Tatort: Tod aus Afrika (2006) war sie, an der Seite von Ruth Drexel, die schwangere Tiroler Gastwirtstochter Ingrid. In dem österreichisch-deutschen Spielfilm Das finstere Tal (2014) spielte sie die Gaderin, eine junge Witwe und Mutter der weiblichen Hauptfigur (Paula Beer), bei der der Held des Films, der geheimnisvolle Fotograf Greider (Sam Riley), Winterquartier erhält. Gratl übernahm auch Episodenrollen in mehreren österreichischen TV-Serien.
Carmen Gratl lebt in Innsbruck.

## Filmografie
- 2002: Vollgas (Kinofilm)
- 2002: Parzival (Kinofilm)
- 2003: SOKO Kitzbühel: Au Pair (Fernsehserie)
- 2004: Kommissar Rex: Sein letzter Sonntag (Fernsehserie, eine Folge)
- 2004: Bergkristall (Kinofilm)
- 2005: Vier Frauen und ein Todesfall: Mondsüchtig (Fernsehserie, eine Folge)
- 2006: Tatort: Tod aus Afrika (Fernsehreihe)
- 2009: Schnell ermittelt: Graziella Bracci (Fernsehserie, eine Folge)
- 2010: Die Hebamme – Auf Leben und Tod (Fernsehfilm)
- 2010: Die Wanderhure (Fernsehfilm)
- 2010: SOKO Kitzbühel: Die letzte Chance (Fernsehserie)
- 2014: Das finstere Tal (Kinofilm)
- 2014: Vals (Kinofilm)
- 2017: Maximilian – Das Spiel von Macht und Liebe (Fernsehfilm)
- 2018: Spuren des Bösen: Wut (Fernsehreihe)
- 2018: Team Alpin: Endlich wieder wir (Fernsehreihe)
- 2018: Das Wunder von Wörgl (Fernsehfilm)
- 2021: Stadtkomödie – Die Lederhosenaffäre (Fernsehreihe)
- 2022: Märzengrund (Kinofilm)
- 2024: Elfi (Kinofilm)
- 2024: Die Liesl von der Post – Jugendsünden (Fernsehreihe)
- 2025: Alpentod – Ein Bergland-Krimi: Alte Wunden (Fernsehreihe)
- 2025: Zweitland